# جوهرة التوحيد (كتاب)
جوهرة التوحيد، أحد أهم متون علم العقيدة عند الأشاعرة لمؤلفه إبراهيم اللقاني المالكي والمتوفى سنة 1041 هـ، وهو عبارة عن منظومة شعرية تتألف من 144 بيت شعري، والتي أولها:

## شراحه
يقول عبد الفتاح البزم: اشتهرت جوهرة التوحيد في علم العقائد شهرة واسعة، وذاع صيتها حتى عكف العلماء على شرحها، ووضع الحواشي والتقريرات على شروحها؛ لما وجدوا فيها فيها من السهولة والجمع والاختصار. وقد بنيت على رأي أبي الحسن الأشعري، ومن هؤلاء الشراح:
- إبراهيم اللقاني، صاحب المتن نفسه، شرحه في ثلاثة شروح؛ كبير وسماه «عمدة المريد لجوهرة التوحيد»، ووسط وسماه «تلخيص التجريد لعمدة المريد»، وصغير وسماه «هداية المريد لجوهرة التوحيد».
- عبد البر بن عبد الله بن محمد الأجهوري، المتوفى سنة 1070 هـ، وسماه «فتح القريب المجيد بشرح جوهرة التوحيد».
- عبد السلام بن إبراهيم اللقاني، ابن المؤلف، المتوفى سنة 1078 هـ، شرحه في شرحين؛ صغير سماه «إرشاد المريد»، ومتوسط وسماه «إتحاف المريد شرح جوهرة التوحيد». ومن الذين وضعوا الحواشي على «إتحاف المريد»:
  - محمد بن محمد السنباوي الأزهري المعروف بـ "ابن الأمير"، المتوفى سنة 1232 هـ.
  - أحمد بن محمد بن علي الحسني السحيمي، المتوفى سنة 1178 هـ، وسماه «المزيد على إتحاف المريد بشرح جوهرة التوحيد».
  - علي بن أحمد العدوي المالكي، المتوفى سنة 1189 هـ.
  - محمد سعيد بن أحمد الشهير كاتب الزعما.
  - الملّوي أحمد بن عبد الفتاح، المتوفى سنة 1181 هـ.
  - محمد بن علي الشنواني، المتوفى سنة 1233 هـ.
  - أبو الفوز محمد الحلفواي.
- إبراهيم الباجوري، شيخ الأزهر، المتوفى سنة 1276 هـ، وسماه «تحفة المريد على جوهرة التوحيد». «تحميل الكتاب»
- شهاب الدين أحمد بن محمد الصاوي المالكي، المتوفى سنة 1241 هـ.
- محمد بن محمد بن عبد الرحيم الفرضي الخانطوماني.
- علي محمد التميمي الصفاقسي، وسماه «تقريب البعيد إلى جوهرة التوحيد».
- نوح القضاة، مفتي الأردن سابقاً، وسماه «المختصر المفيد في شرح جوهرة التوحيد». «تحميل الكتاب»
- كما وشرح المنظومة الأستاذ أديب الكيلاني والأستاذ عبد الكريم تتان بكتاب يقع في مجلدين وسموه «عون المريد لشرح جوهرة التوحيد» ثم اختصروهما بمجلد واحد. «تحميل الكتاب»
- الدكتور عمر عبدالله كامل، وسماه: «الموجز المفيد من تحفة المريد على جوهرة التوحيد».